# Typhlodromalus marmoreus
Typhlodromalus marmoreus är en spindeldjursart som först beskrevs av E.M. El-Banhawy 1978.  Typhlodromalus marmoreus ingår i släktet Typhlodromalus och familjen Phytoseiidae. Inga underarter finns listade i Catalogue of Life.